# Omnja
Die Omnja (russisch Омня) ist ein rechter Nebenfluss des Bolschoi Aim in der Region Chabarowsk im Fernen Osten Russlands.
Die Omnja entsteht am Zusammenfluss von Linkem und Rechtem Utschatyn. Sie durchfließt das Bergland im Westen des Rajons Ajano-Maiski in der Region Chabarowsk in einem großen Bogen – zuerst nach Nordosten, später nach Nordwesten und Westen. Die Omnja trifft schließlich auf den Bolschoi Aim. Das kreisrunde Kondjor-Massiv wird vom Kondjor, einem Zufluss der Omnja, entwässert. Das Einzugsgebiet der Omnja umfasst 6770 km². Die Omnja hat eine Länge von 302 km (320 km mit Quellfluss Rechter Utschatyn).